# Lancé
Lancé (z franc.: házet) je vzor vytvořený na základní tkanině zvláštní vzorovou osnovou nebo útkem. Vzor probíhá po celé délce nebo šířce některého z obou systémů nití, jeho struktura je podobná výšivce.

## Způsoby tkaní lancé
Základní tkanina se vyrábí nejčastěji v plátnové vazbě. 
- Osnovní vzory (lappet weave) se tvoří z jedné nebo více vzorovacích osnov. Jenotlivé nitě jsou vedeny jehlami upevněnými na pohyblivé liště spojené se vzorovacím kolem, které řídí postavení lišty v závislosti na tvaru vetkávaného vzoru. Pro pestrobarevné vzorování se používá více  lišt.

Vzory jsou nejčastěji seřazeny v pruzích, přebytečné vzorové niti se zatkávají na rubní straně.
Podle britského seznamu patentů pochází (ve světě) první patent na techniku imitování paličkovaných vzorů z roku 1760 a nejstarší patent na stroj k výrobě osnovních vzorů byl přiznán vynálezci Robertu Barberovi v roce 1777.
- Útkové vzory (swivel weave) jsou tvořeny z nití navinutých na cívečkách uložených ve čluncích (tvar podkovy, vnější míra cca 4,5 cm). Člunky jsou zachyceny po celé pracovní šířce stroje v přídavném  bidle, při každé otáčce stroje se posunují v horizontálním směru. Posun je v závislosti na vazbě vzoru řízen zpravidla s pomocí  žakárové karty.[4]

Člunek na zatkávání vzorovacího útku (swivel shuttle) vynalezl v roce 1837 Angličan Samuel Cunliffe Zatkáváním útkových nití se dá vytvářet bohatší a pestřejší vzorování než osnovním vzorováním, produktivita výroby je však velmi nízká. Tato technika se proto v minulosti stále méně používala a v 21. století je známá jen z historické odborné literatury.
- U vazeb se vzorováním osnovou a útkem současně se mohou přebytečné niti odstřihnout, na rubu nechat viset, zatkávat do nevzorované části tkaniny nebo protkávat navzájem.

U lancé decoupé (z franc.: odstřižené lancé niti) se na rozdíl od lancé přesahující niti odstřihují tak, aby to odpovídalo tkanému vzoru. Tím se docílí efekt podobný vyšívání nebo brožování a mimo toho se zamezí pruhování (u jemnějších tkanin). Lancé decoupé se často nabízí s označením broché (protože pravé brožé je dražší než lancé). Lancé decoupé se pozná mimo jiné podle toho, že je na lícní straně vidět zatkání vzorových nití do plátnové vazby, kterým se má zamezit uvolňování nití ze vzoru a na rubu jsou niti odstřižené.

## Použití
V odborné literatuře se uvádí (z minulosti) jako nejčastější použití lancé na dámské svrchní ošacení, bytové textilie a různá lemování,  pokusně také tkaniny na výztuž  kompozitů

## Galerie
Stroje na snímcích pocházejí z konce 19. století, část vzorků tkanin z 1. dekády a část ze 20. let 20. století. 

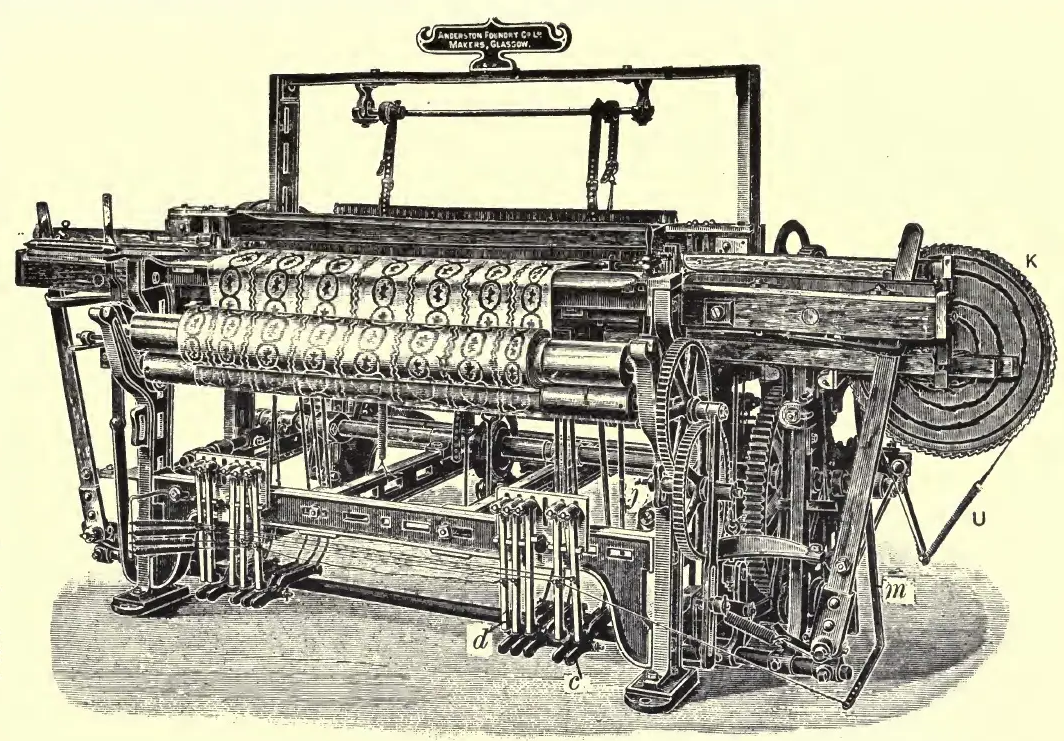
Tkací stroj s ojehlenou lištou na zatkávání osnovních vzorů (lappet weave) z konce 19. století
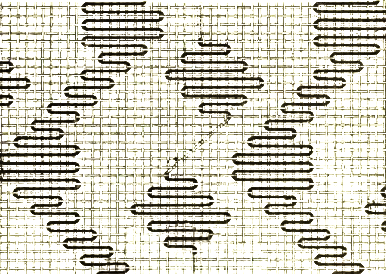
Schéma vedení vzorových osnovních nití při zatkávání na lappetovém stroji
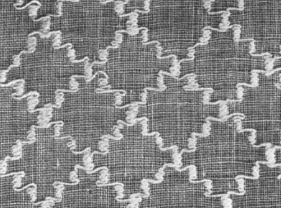
Osnovní vzorování (lappet weave) se 2 lištami na bavlněném plátně (cca 1920)
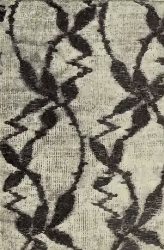
Osnovní vzorování (lappet weave) se 3 ojehlenými lištami (začátek 20. století)
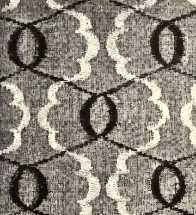
Osnovní vzorování (lappet weave) se 4 ojehlenými lištami (začátek 20. století)
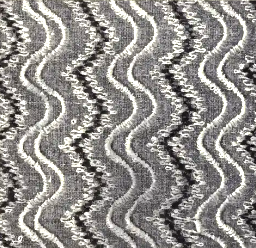
„Ruská vlnovka“ z osnovního vzorování (lappet)
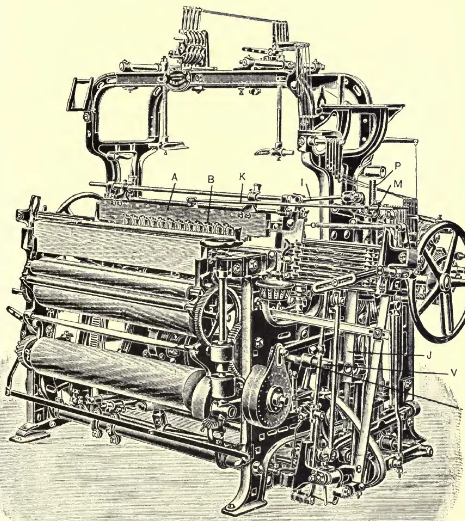
Tkací stroj se vzorovacími člunky na zatkávání útkvých vzorů (swivel weave) z konce 19. století
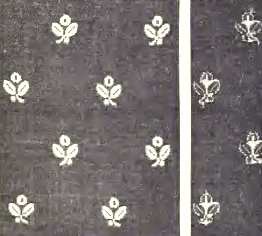
Útkové vzorování (swivel weave): lícní a rubní strana tkaniny
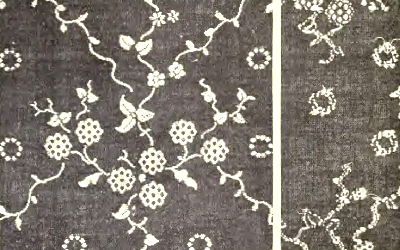
Útkové vzorování: lícní a rubní strana tkaniny vzorované s rozdílnými člunky
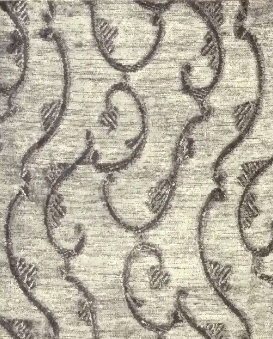
Ručné tkaný swivel se 4 člunky na jeden vzor
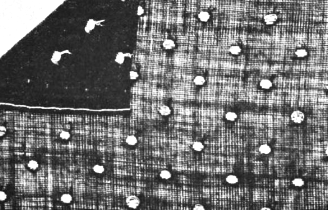
„Švýcarské puntíky“ : útkové vzorování na barveném plátně (cca 1920)
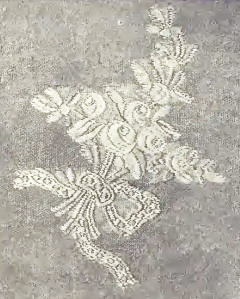
Kombinace swivelu s nitěmi ze základní osnovy a útku